# 沙賓縣 (德克薩斯州)
沙賓縣（英語：Sabine County）是位於美国德克萨斯州東部的一個郡，西隔沙賓河與路易斯安那州的同名縣相望，面積1,493平方公里。根據2020年美國人口普查統計，共有人口9,894人。縣治亨菲爾（Hemphill）。該縣成立於1836年3月17日，是最早的二十三個縣之一；縣名來自沙賓河，而沙賓是西班牙语「柏樹」的意思。